# Jean-Claude Annaert
Jean-Claude Annaert (* 22. August 1935 in Paris; † 11. September 2020 in Cannes) war ein französischer Radrennfahrer.

## Sportliche Laufbahn
Annaert wurde 1955 Unabhängiger und 1957 Berufsfahrer im Radsportteam Saint-Raphaël. Er blieb bis 1966 aktiv und war einer der wichtigsten Domestiken von Jacques Anquetil. Seinen ersten Sieg als Radprofi holte er 1957 im Circuit du Finistère. In der Luxemburg-Rundfahrt wurde er hinter Jean-Pierre Schmitz Zweiter. 1959 siegte er im Eintagesrennen Grand Prix d’Isbergues und auf einer Etappe der Quatre Jours de Dunkerque. 1960 gewann er den Grand Prix d’Antibes. Dazu kamen Etappenerfolge in der Tour du Nord und in der Baskenland-Rundfahrt. Paris–Camembert und eine Etappe des Grand Prix Midi Libre konnte er 1961 für sich entscheiden. Das Etappenrennen Tour du Sud-Est gewann er 1964. Im Critérium national war er 1965 auf einer Etappe erfolgreich. Sein letzter Sieg gelang ihm 1966 auf einer Etappe von Paris–Nizza. Zweite Plätze holte Annaert 1960 und 1961 in der Baskenland-Rundfahrt, im Grand Prix Midi Libre hinter Joseph Groussard, im Critérium national und Genua–Nizza 1962 und bei Paris–Nizza 1964 hinter Jan Janssen.
Annaert bestritt alle Grand Tours.

## Grand-Tour-Platzierungen
| Grand Tour            | 1957 | 1958 | 1959 | 1960 | 1961 | 1962 | 1963 | 1964 |
| --------------------- | ---- | ---- | ---- | ---- | ---- | ---- | ---- | ---- |
| Vuelta a EspañaVuelta | –    | –    | –    | –    | –    | 14   | –    | DNF  |
| Giro d’ItaliaGiro     | –    | DNF  | –    | –    | –    | –    | –    | –    |
| Tour de FranceTour    | DNF  | 23   | 59   | –    | –    | 68   | –    | –    |